# Villa Urrutia
Vil·la Urrutia, o el Mas de Rútia, és un edifici modernista del municipi de l'Albiol (Baix Camp) protegit com a bé cultural d'interès local.

## Descripció
És un edifici modernista de planta baixa i un pis d'altura, amb una torre cilíndrica coronada amb una teulada troncocònica amb ceràmica vidriada. Al seu voltant hi ha un jardí del que es conserven un templet i una sèrie d'escales i balustrades amb ceràmica vidriada formant dibuixos de colors. La decoració principal es concentra a les finestres, tribunes, el coronament de l'edifici i la balustrada de la terrassa que cobreix el porxo lateral. És interessant el treball decoratiu clarament modernista.

## Història
Augusto Urrutia Roldán, un indià basc establert a Barcelona, va transformar l'antic Mas de Mallafrè en una vil·la modernista. Va ser construïda cap al 1913 al mig de la urbanització les Masies Catalanes. A prop s'hi han trobat dues sepultures de lloses altmedievals, conservades al Museu Comarcal de Reus.